# Renault Twingo
Renault Twingo – samochód osobowy klasy aut najmniejszych produkowany pod francuską marką Renault od 1993 roku. Od 2026 roku produkowana będzie czwarta generacja modelu.

## Pierwsza generacja

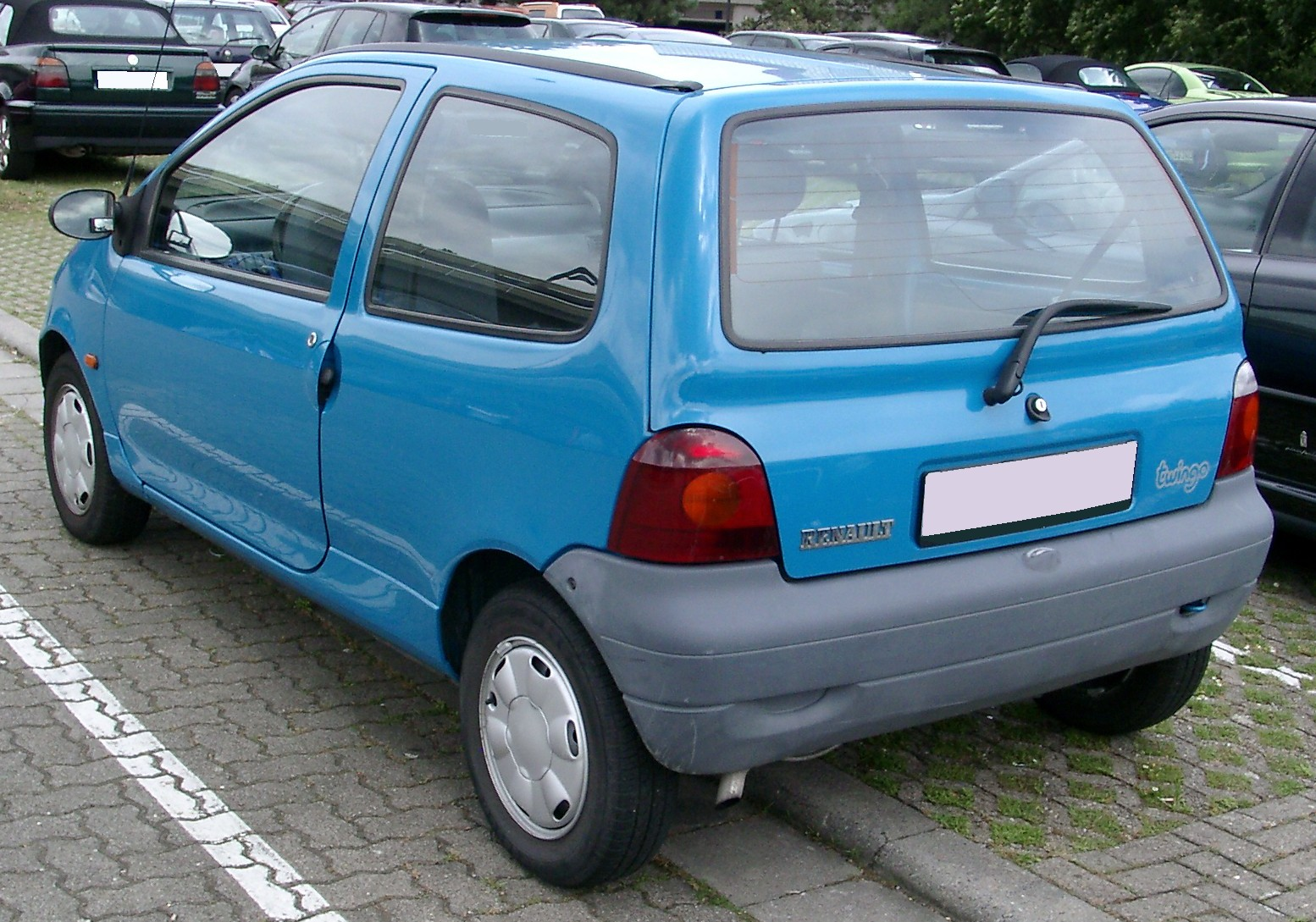
Renault Twingo I – tył

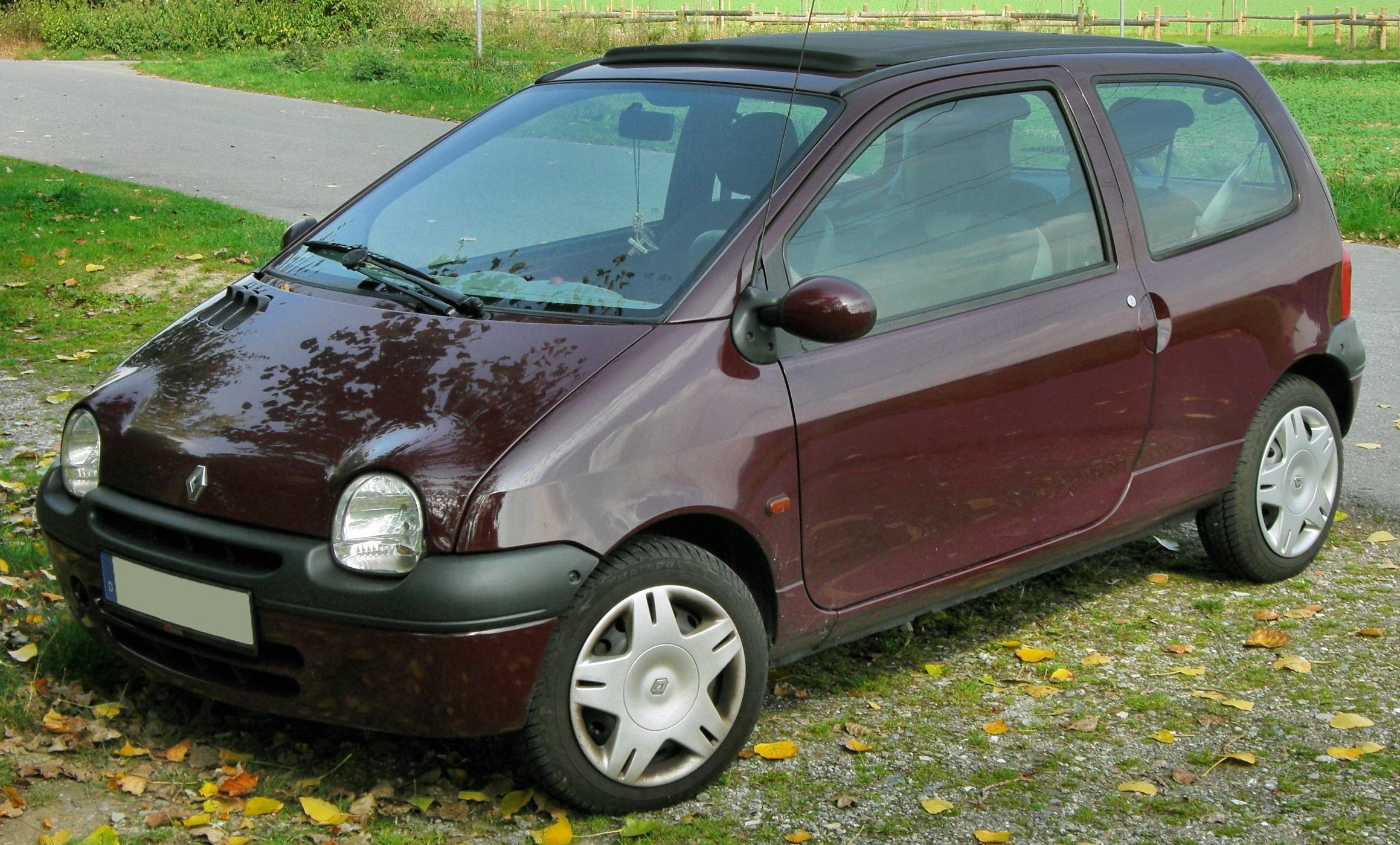
Renault Twingo I po liftingu

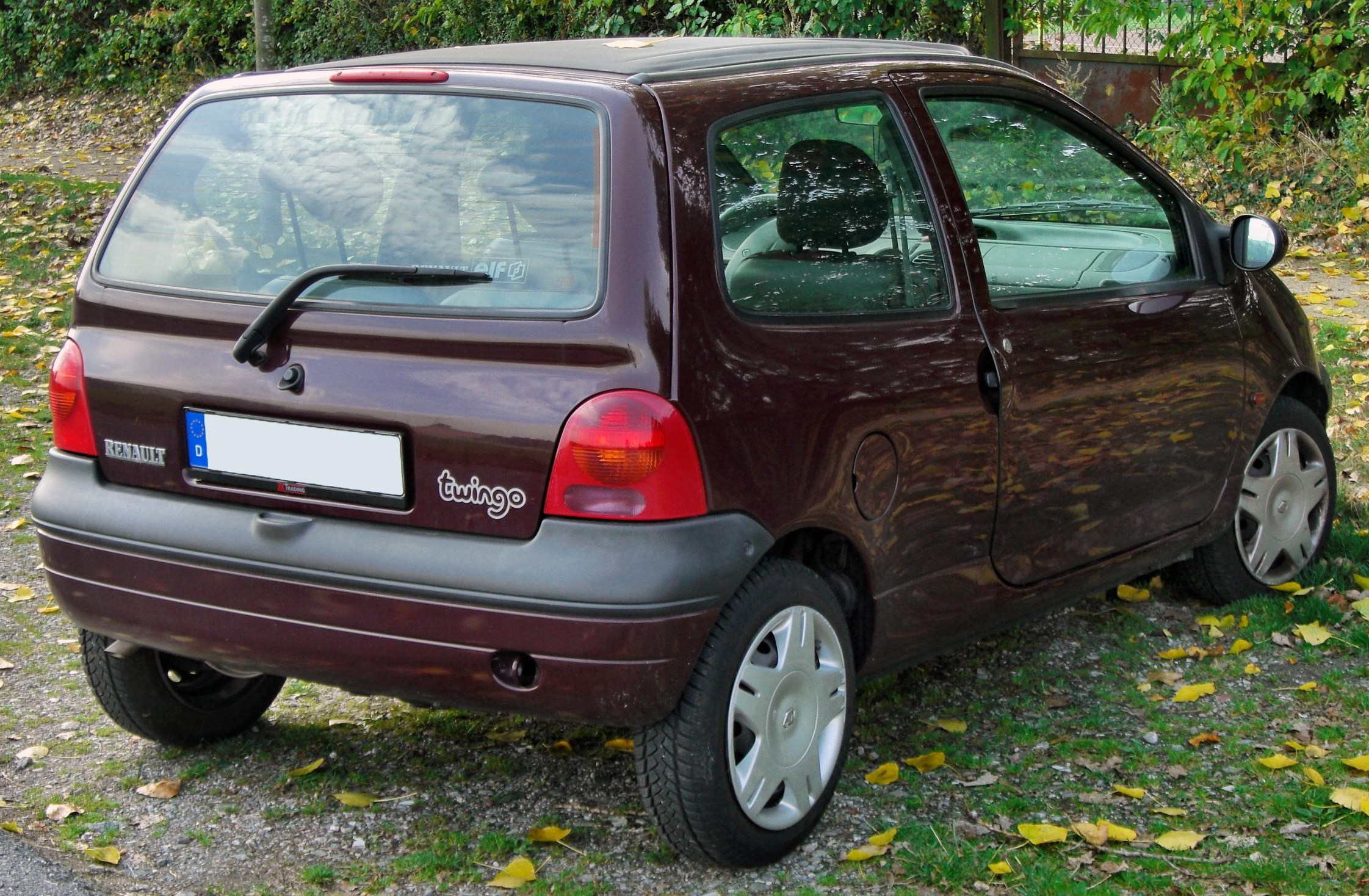
Renault Twingo I – tył po liftingu

Renault Twingo I został zaprezentowany po raz pierwszy w 1993 roku.
Auto zostało zaprojektowane przez Patricka Le Quémenta (głównego projektanta Renault). Jednak historia Twingo zaczyna się dużo wcześniej, ponieważ związana jest z prototypowymi modelami Vesta. Renault Vesta I powstała w wyniku rządowego programu ECO 2000 z 1980 roku, który był bezpośrednio dotowany przez francuski rząd. Wstępne założenia Renault Vesta I i pierwsze zdjęcia auta pojawiły się już w 1981 roku. Jednak prototyp zaprezentowano dopiero w 1982 roku. Opierając się na badaniach nad prototypem Vesta I wdrożono projekt W60, który w przyszłości miał się przerodzić w wersję produkcyjną małego jednobryłowego auta. Po obiecujących badaniach prototypu Vesta I w 1987 roku zaprezentowano prototyp Vesta II. Po zakończeniu finansowania programu ECO2000 przez francuski rząd, Renault w 1988 roku zakończyło badania nad prototypem Vesta II. Jednak mając dość bogate wyniki badań i wtedy już spore doświadczenie z projektowaniem aut jednobryłowych, postanowiono w 1988 roku otworzyć program X-06, który miał być następcą programu W60. Ostatecznie efektem prac nad programem X-06 było zaprezentowanie w 1992 roku Renault Twingo na salonie samochodowym w Paryżu.
Pomimo popularności samochodu firma Renault nie zdecydowała się produkować wersji z kierownicą po prawej stronie, tracąc wielu klientów głównie w Wielkiej Brytanii (największy rynek eksportowy Renault). Twingo produkowane było początkowo z silnikiem C3G, charakteryzującym się m.in. mocą 55 KM, ośmioma zaworami oraz łańcuchem rozrządu. Od połowy 1996 roku zaczęto montować auta na bazie nowszej konstrukcji silnika – D7F (60 KM, 8 zaworów), a od 2001 roku nowsze silniki D4F (75 KM, 16 zaworów). W latach 1994–1995 auto delikatnie zmodyfikowano. W 1998 roku auto przeszło drugi face lifting.

### Wersje wyposażeniowe
- Cinetic

- Matic
- Enjoy
- Espresso Sun
- Initiale Paris
- Malibu
- Perrier
- Summertime
- Toujours
- Air
- Beach
- Easy
- Jade
- Kenzo
- Lazuli
- Liberty
- Metropolis
- Heart
- Helios
- Authentique
- Dynamique

Samochód wyposażyć można było m.in. w poduszkę powietrzną kierowcy i pasażera, elektryczne szyby i lusterka, rolldach, klimatyzację, centralny zamek, ABS oraz wspomaganie kierownicy.

## Druga generacja

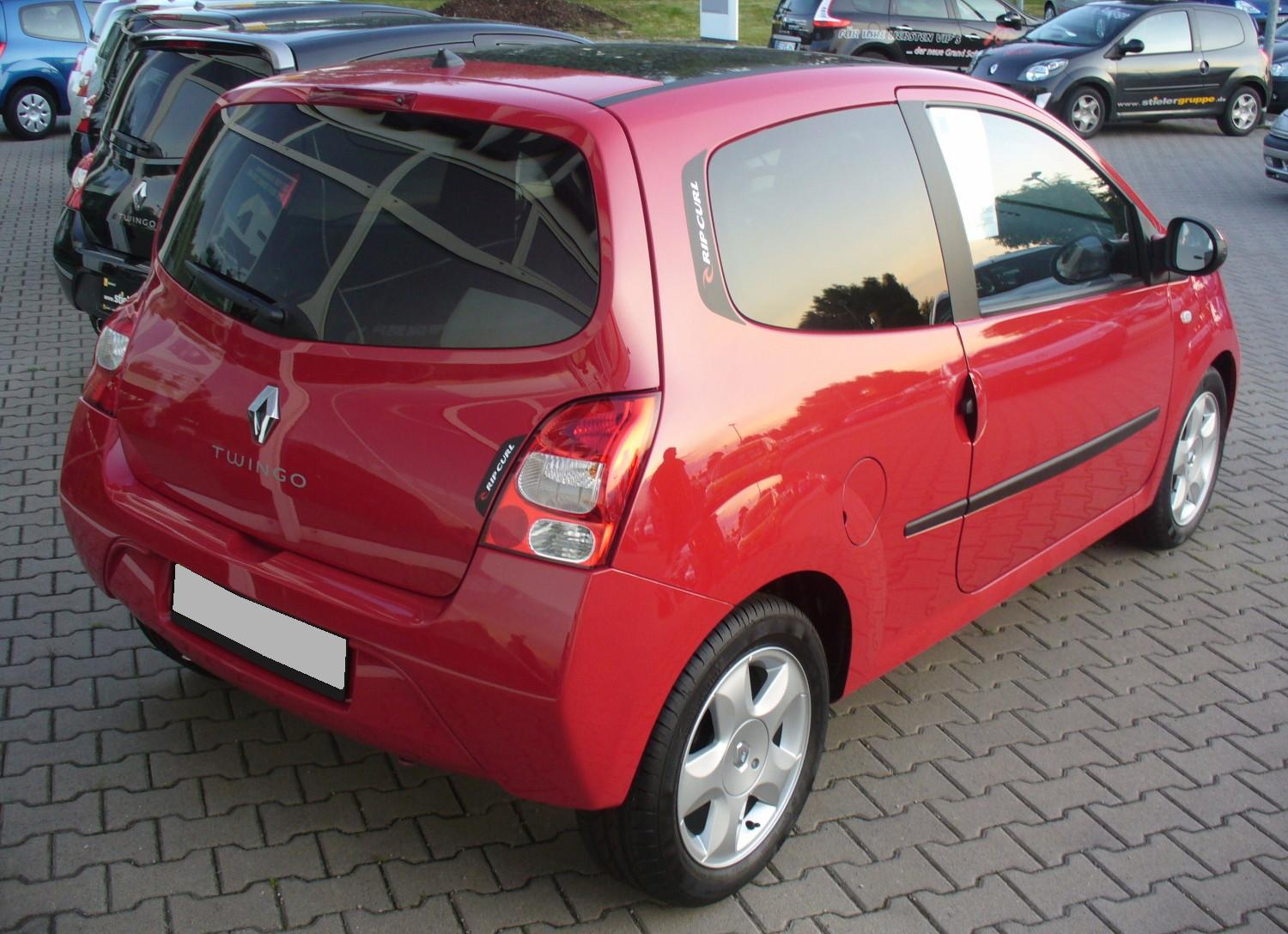
Renault Twingo II – tył

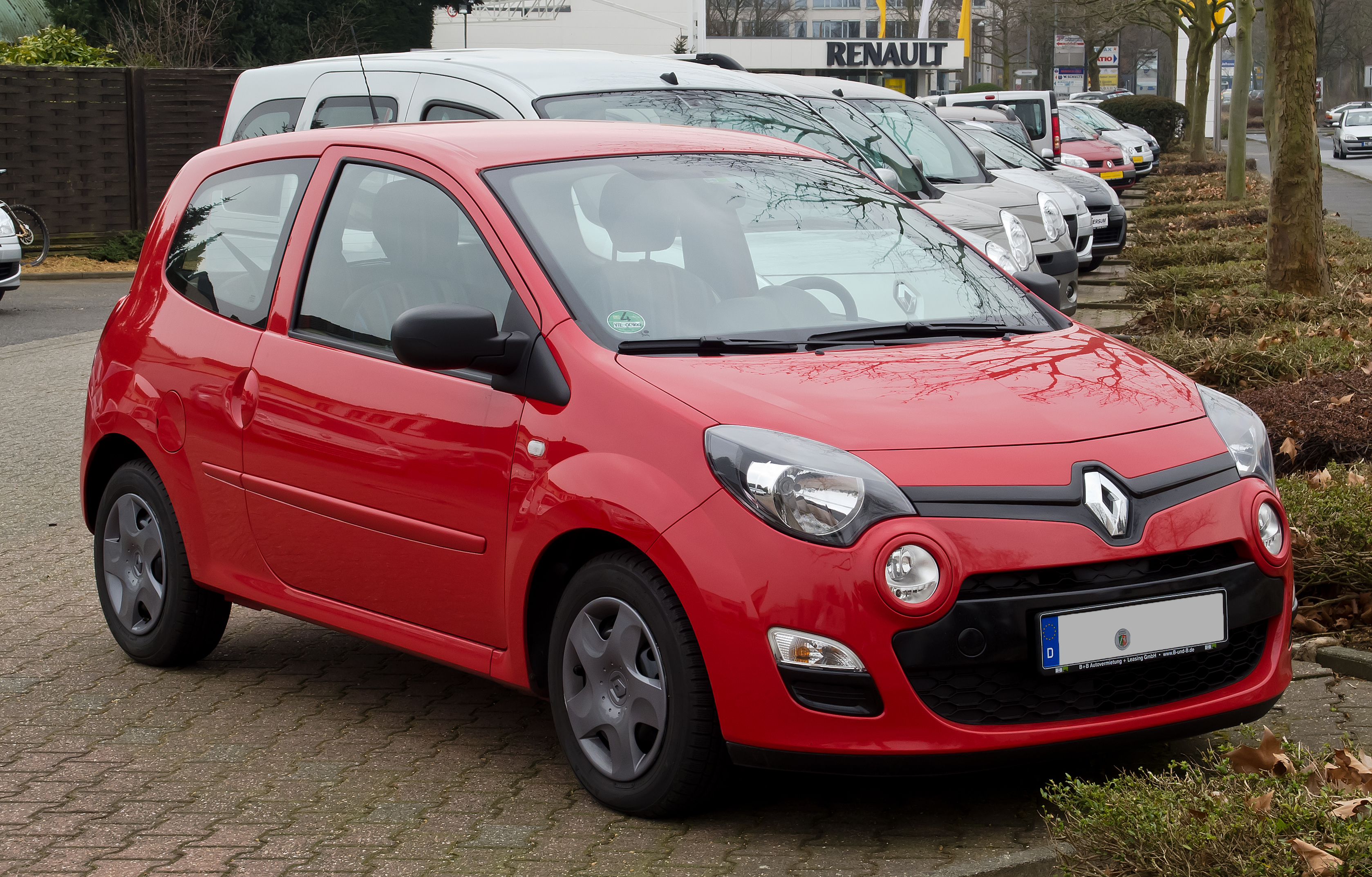
Renault Twingo II po liftingu

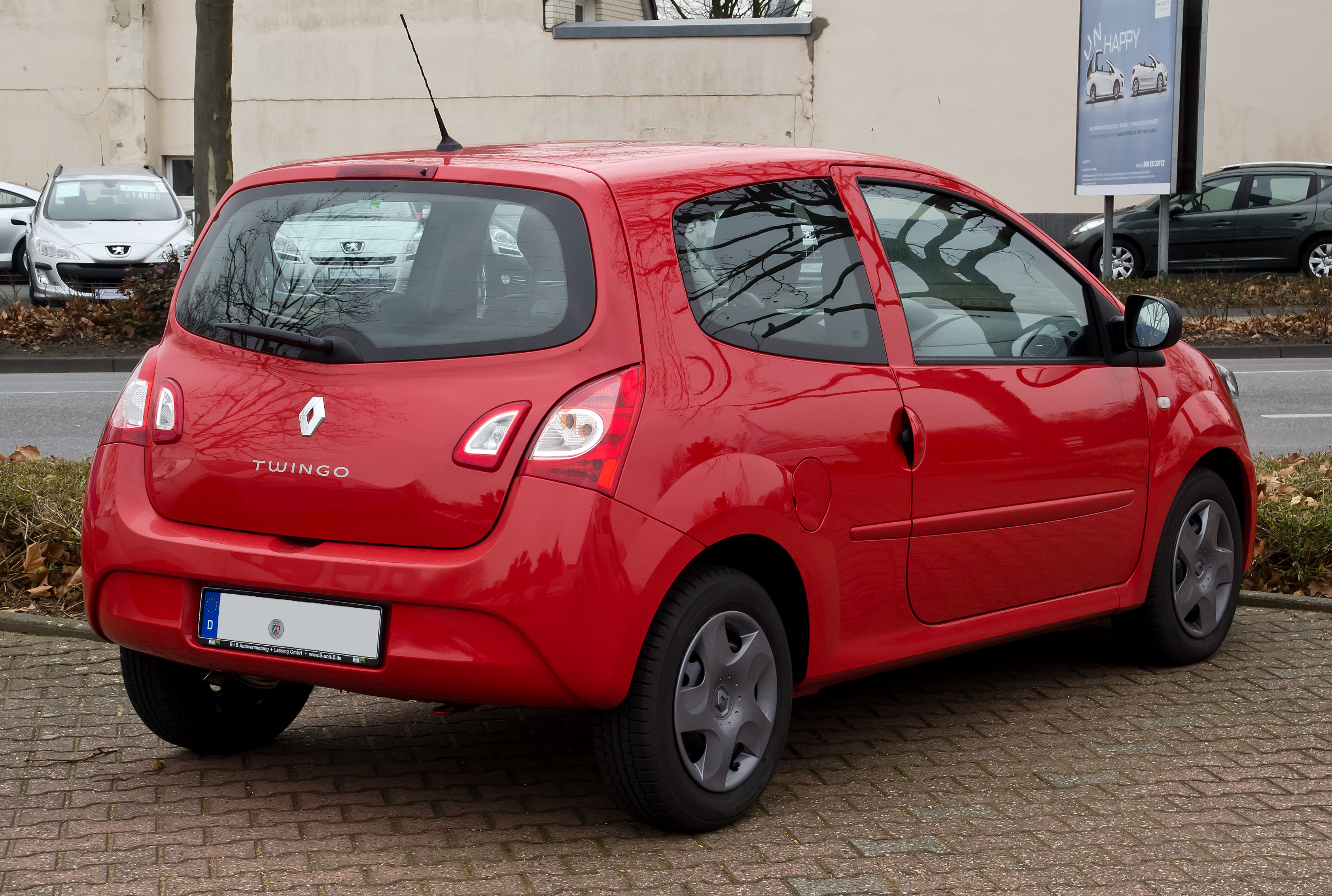
Renault Twingo II – tył po liftingu

Renault Twingo II został zaprezentowany po raz pierwszy w 2006 roku.
Twingo drugiej generacji zaprezentowano po raz pierwszy podczas targów motoryzacyjnych w Paryżu w 2006 roku. Auto w przeciwieństwie do poprzednika posiada dwubryłowe nadwozie. W 2010 roku auto przeszło delikatny lifting. Zmieniono lusterko wsteczne, wzory tapicerki oraz kołpaków. W 2012 roku przeprowadzono gruntowny face lifting. Zmodyfikowano pas przedni pojazdu.

### Wersje wyposażeniowe
- Access
- Autentique (do 2010 roku)
- Expression (do 2010 roku)
- Trend (do 2010 roku)
- Wind
- Dynamique
- Rip Curl
- Initiale (do 2010 roku)
- GT (do 2010 roku)
- RS
- Gordini R.S.
- Mauboussin[8]
- Red Bull Racing RB7
- YAHOO! (2011)

## Trzecia generacja

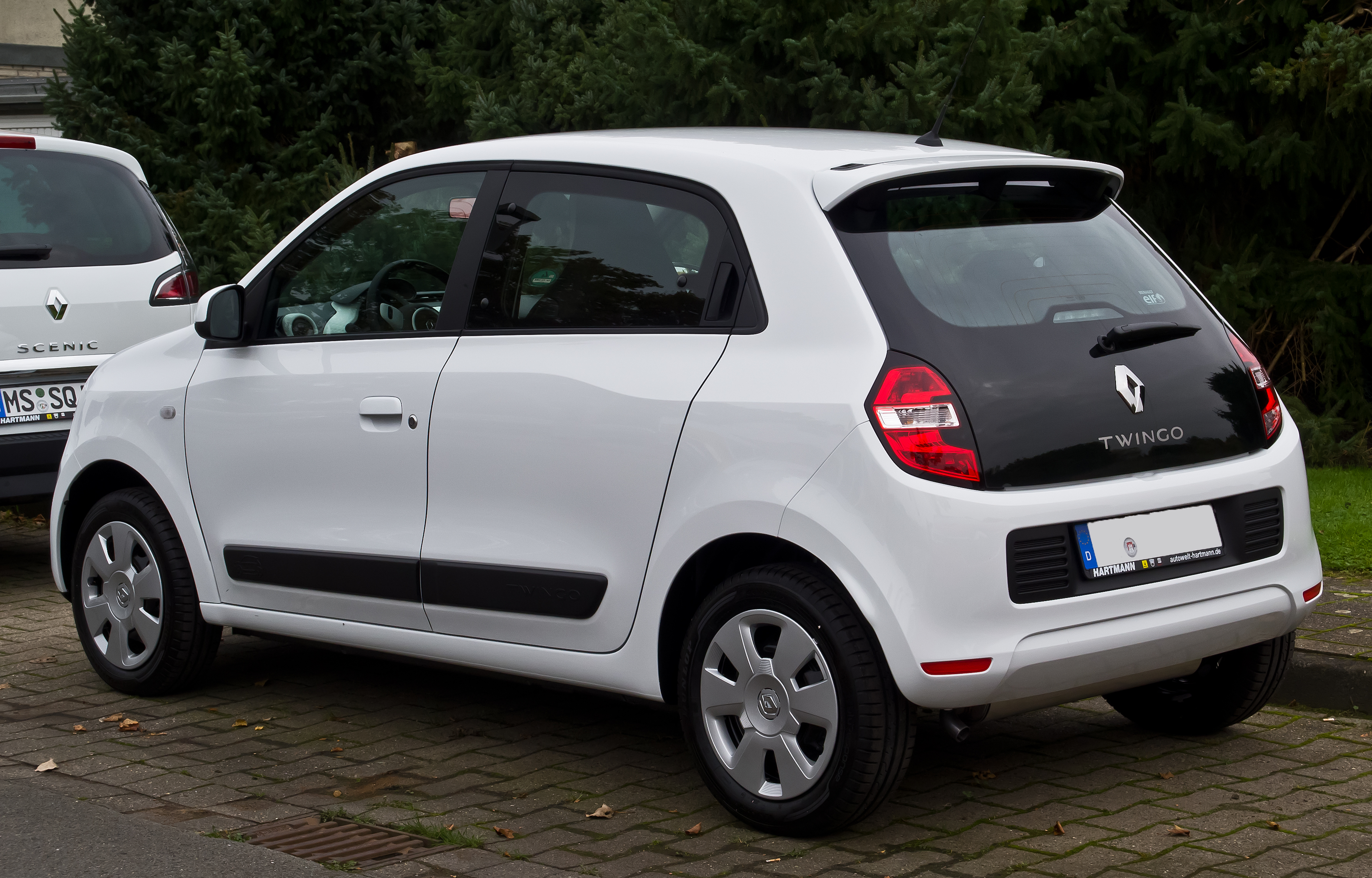
Renault Twingo III – tył

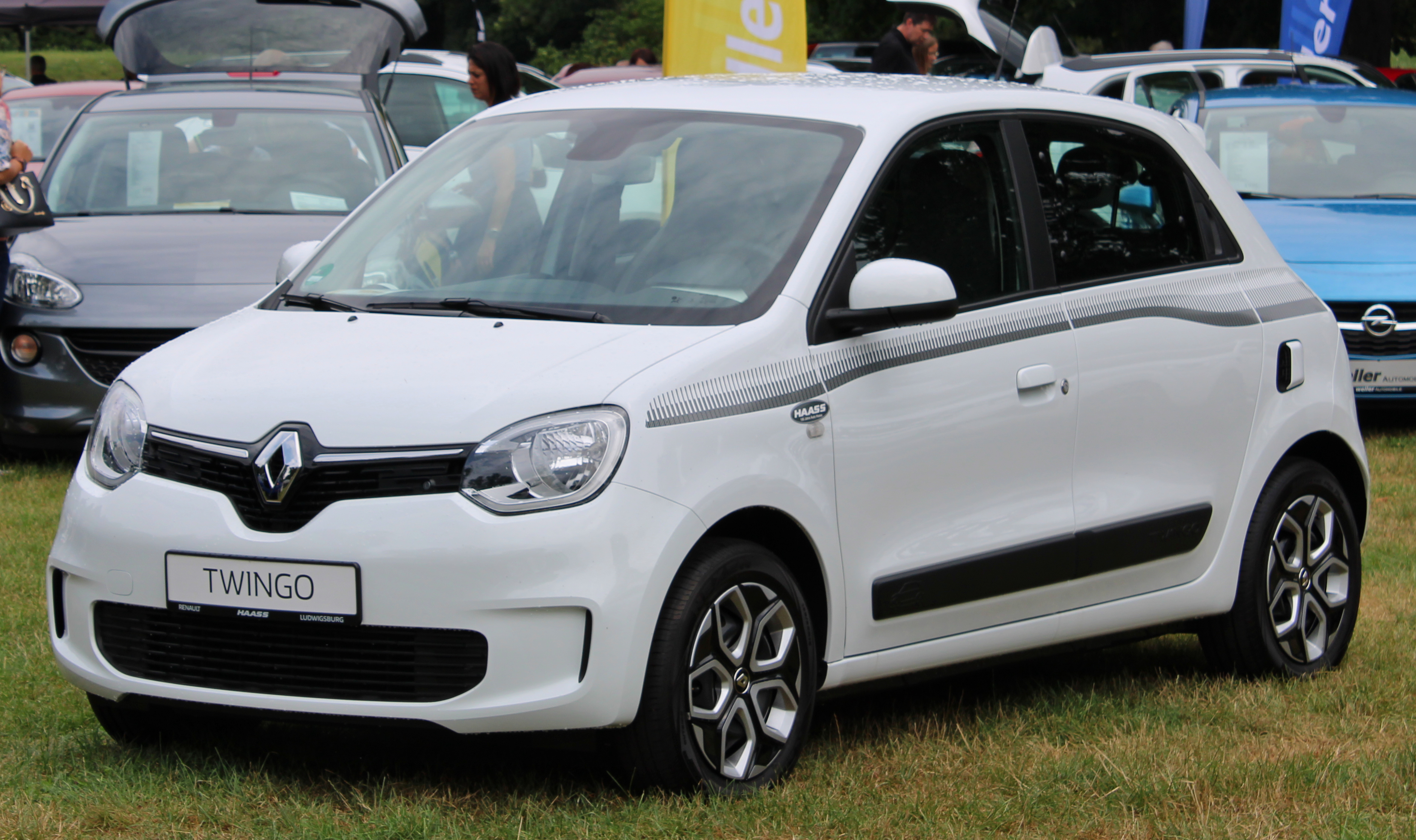
Renault Twingo III po liftingu

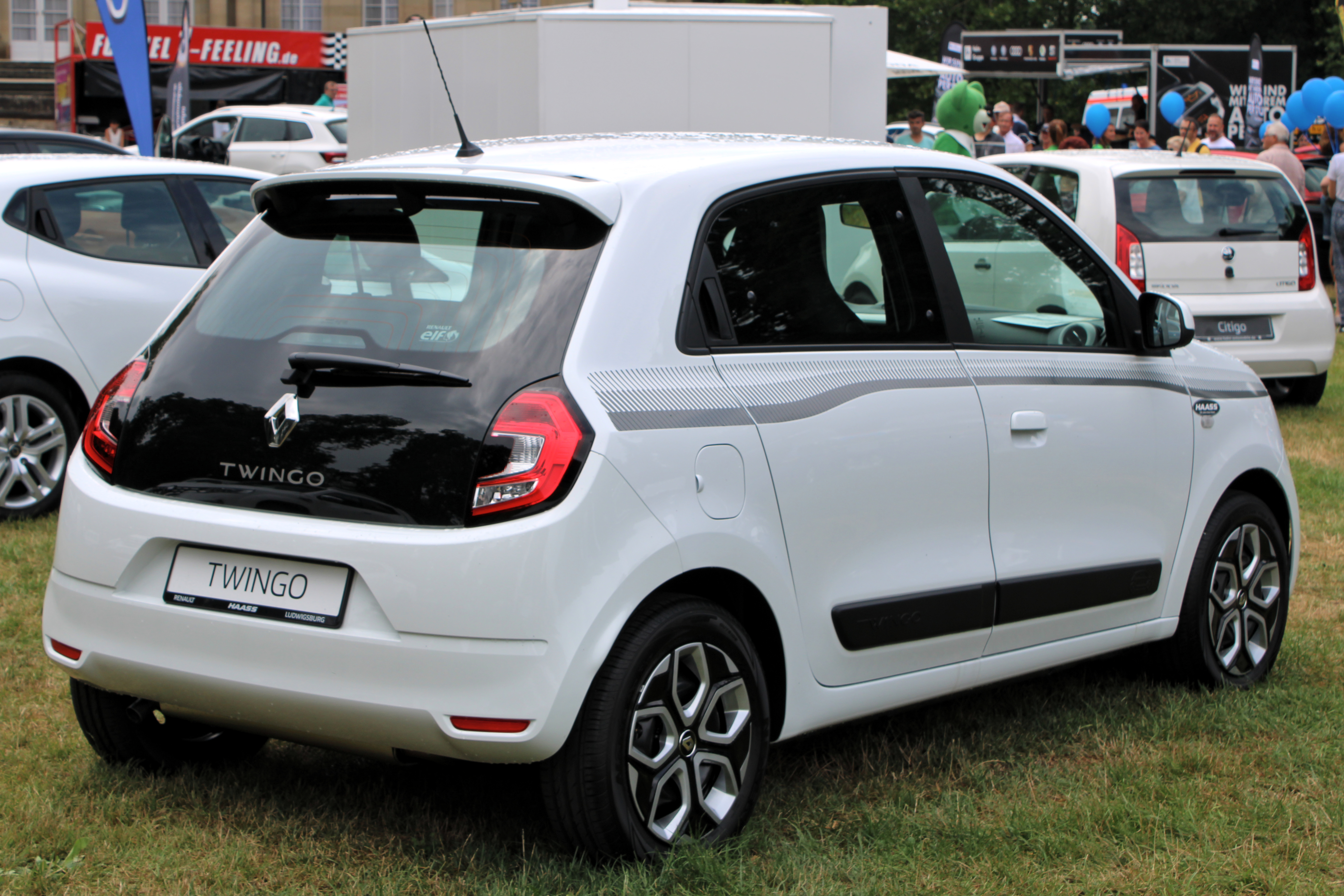
Renault Twingo III – tył po liftingu

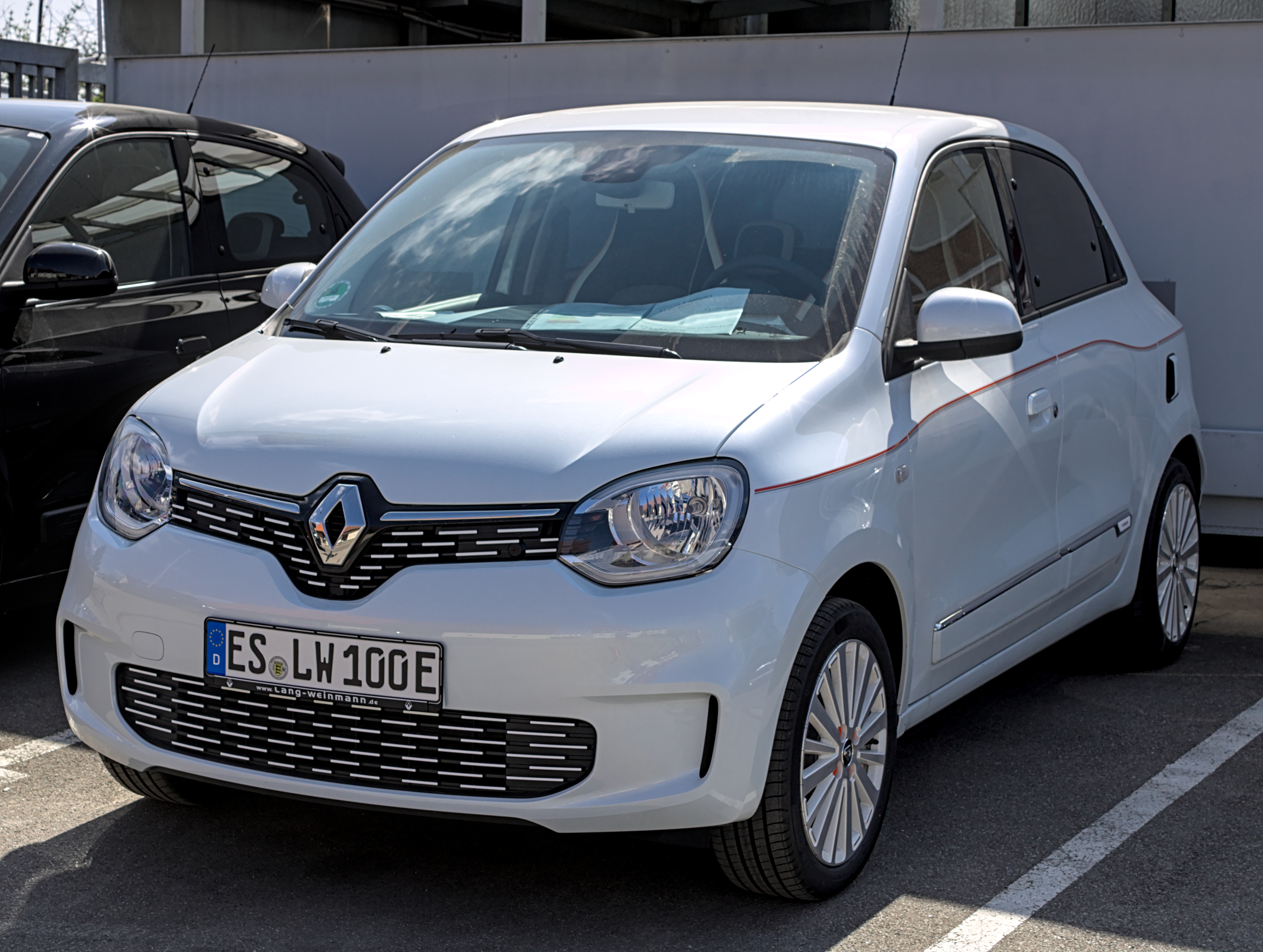
Renault Twingo E-Tech Electric

Renault Twingo III zostało zaprezentowane po raz pierwszy w 2014 roku.
Twingo III przedstawiono podczas targów motoryzacyjnych w Genewie w marcu 2014 roku. Pojazd został opracowany wspólnie z koncernem Daimler, który jest właścicielem marki Smart. Trzecia generacja modelu Fortwo jest modelem technicznie blisko spokrewnionym względem najnowszego Twingo, a z kolei drugie wcielenie Smarta Forfour, które tym razem jest przedłużoną odmianą Fortwo, to model bliźniaczy. Wizualnie model różni się wieloma detalami, aby nadać mu typowy dla Smarta charakter, jednak technicznie są to auta niemal identyczne. Twingo podobnie jak duet nowych Smartów będzie powstawać w słoweńskiej fabryce Renault w Novo mesto.
Trzecia generacja pojazdu różni się w stosunku do poprzedników – po raz pierwszy w historii modelu zdecydowano się na pięciodrzwiowe nadwozie, tylny napęd oraz umieszczony z tyłu silnik. Auto zostało zbudowane w oparciu o nową płytę podłogową zaprojektowaną z myślą o zamontowaniu silnika nad tylną osią pojazdu oraz napędzie na koła tylnej osi, dzięki czemu pojazd ma być zwrotniejszy. By ukryć obecność tylnych drzwi, klamki zamontowano w słupkach C. Wygląd auta wzorowano m.in. na historycznym modelu Renault 5, ale zachowano także elementy charakterystyczne dla obecnego języka stylistycznego marki jak przód à la Clio IV. Auto posiada mocno wyeksponowane w atrapie chłodnicy logo z dużymi reflektorami oraz okrągłymi LEDowymi światłami do jazdy dziennej. Klapa bagażnika wykonana jest ze szkła. Auto trafiło do sprzedaży we wrześniu 2014 roku.
W latach 2017–2018 do oferty Twingo wprowadzono odmianę GT, sygnowaną przez Renault Sport. Poza zmianami stylistycznymi oraz zastosowaniem większych felg aluminiowych (przez co zwiększyła się nieznacznie średnica zawracania), odmiana GT charakteryzowała się zwiększoną mocą (110 KM z silnika 0,9 TCe).

### Lifting
W 2018 roku samochód przeszedł obszerną restylizację, jednocześnie Renault wycofało Twingo ze sprzedaży w Polsce, z powodu niewielkiego zainteresowania tym modelem (w 2018 roku sprzedano 182 egzemplarze) Niewiele później małe Renault zostało wycofane z kolejnego rynku – brytyjskiego, z tego samego powodu (w 2018 roku sprzedano 877 sztuk, czyli sześć razy mniej niż w najlepszym roku 2015).

### Twingo Z.E./E-Tech Electric
W 2020 roku wprowadzono pierwszy w historii modelu w pełni elektryczny wariant o nazwie Renault Twingo Z.E. Układ napędowy otrzymał akumulatory o pojemności 22 KWh oraz silnik o mocy 81 KM. Samochodem do pierwszych 50 km/h rozpędzimy się w 4s, a maksymalnie pojedziemy 135 km/h. Deklarowany przez producenta zasięg to 180 km w trybie mieszanym lub 250 km w trybie miejskim. Ponadto producent zapewnia o naładowaniu w zaledwie 63 minuty. W 2021 roku samochód przemianowano na Renault Twingo E-Tech Electric w ramach wdrożenia nowej polityki nazewniczej obejmującej samochody hybrydowe oraz elektryczne.